# Paradoxopsyllus hesperius
Paradoxopsyllus hesperius är en loppart som beskrevs av Ioff 1946. Paradoxopsyllus hesperius ingår i släktet Paradoxopsyllus och familjen smågnagarloppor. Inga underarter finns listade i Catalogue of Life.